# Sara Lee Lucas
Sara Lee Lucas właściwie Fred Streithorst (ur. 17 czerwca 1971 roku), to amerykański muzyk i instrumentalista. Znany z występów w grupie muzycznej Marilyn Manson w latach 1990–1994 w której grał na perkusji, występował ponadto w grupie 333 lunatic lane.